# Rolling Meadows
Rolling Meadows – miasto w Stanach Zjednoczonych, w stanie Illinois, w hrabstwie Cook.